# Pollanisus lithopastus
Pollanisus lithopastus là một loài bướm đêm thuộc họ Zygaenidae. Nó được tìm thấy ở đoạn từ miền bắc New South Wales đến Victoria và Tasmania. Nó có mặt chủ yếu ở các vùng núi cao, nhưng cũng có thể gặp ở vùng thấp đặc biệt ở Tasmania.
Chiều dài cánh trước là 8.5-9.5 mm đối với con đực và 7–8 mm đối với con cái. Nó có màu tối với cánh như rắc bột màu vàng hoặc bạc.